# Plymouth (Maine)
Plymouth es un pueblo ubicado en el condado de Penobscot en el estado estadounidense de Maine. En el Censo de 2010 tenía una población de 1.380 habitantes y una densidad poblacional de 17,16 personas por km².

## Geografía
Plymouth se encuentra ubicado en las coordenadas 44°47′7″N 69°14′11″O / 44.78528, -69.23639. Según la Oficina del Censo de los Estados Unidos, Plymouth tiene una superficie total de 80.4 km², de la cual 76.99 km² corresponden a tierra firme y (4.24%) 3.41 km² es agua.

## Demografía
Según el censo de 2010, había 1.380 personas residiendo en Plymouth. La densidad de población era de 17,16 hab./km². De los 1.380 habitantes, Plymouth estaba compuesto por el 96.38% blancos, el 0.22% eran afroamericanos, el 1.01% eran amerindios, el 0.22% eran asiáticos, el 0% eran isleños del Pacífico, el 0% eran de otras razas y el 2.17% pertenecían a dos o más razas. Del total de la población el 0.58% eran hispanos o latinos de cualquier raza.